# Jakiv Punkin
Jakiv Grigorovič Punkin (ukrajinsky: Яків Григорович Пункін; 8. prosince 1921 Záporoží – 12. října 1994 Záporoží) byl ukrajinský zápasník židovského původu, který reprezentoval Sovětský svaz. Na olympijských hrách v Helsinkách roku 1952 vyhrál soutěž v řecko-římském zápase v kategorii do 62 kilogramů (pérová váha). Stal se tak historicky prvním olympijským vítězem z území dnešní Ukrajiny.
Zápasu se začal věnovat v roce 1938, když pracoval v továrně jako soustružník. Po napadení Sovětského svazu Německem v roce 1941 vstoupil do Rudé armády, ale brzy byl zajat a zbytek války strávil v německých zajateckých táborech: do léta 1942 byl vězněn v Emslandu, v letech 1942–1945 v Osnabrücku a v roce 1945 poblíž Magdeburgu. Po celou dobu se vydával za muslimského Osetince, aby skryl svůj židovský původ, který by ho patrně stál život. Když byl v roce 1945 osvobozen sovětskými vojsky, vážil pouhých 35 kg. Mezi lety 1945 a 1948 Punkin sloužil v sovětské armádě, kde pokračoval v zápasnické kariéře. Vyhrál armádní šampionát v roce 1947, což mu umožnilo se sportu věnovat naplno a odešel z armády. Vyhrál pak čtyři sovětské tituly (1949, 1950, 1954, 1955). Po skončení závodní kariéry pracoval jako trenér zápasu ve svém rodném městě Záporoží. Tam se dnes na jeho počest každoročně pořádá zápasnický turnaj nesoucí jeho jméno. Jeho syn Grigoryj odešel do Izraele.